# Sèrie hipergeomètrica
En matemàtiques, una sèrie hipergeomètrica és una sèrie de potències on el k-èsim coeficient de la sèrie és una funció racional de k. Si la sèrie convergeix, defineix una funció hipergeomètrica, el seu domini és qualsevol subconjunt dels nombres complexos. Generalment, aquestes funcions hipergeomètriques es representen mitjançant la notació pFq(a1,a₂,... ;b1, b₂,...;z). El primer cas estudiat correspon a la sèrie hipergeomètrica ordinària o gaussiana ₂F1(a,b;c;z), que va ser estudiada sistemàticament per Carl Friedrich Gauss, tot i que anteriorment, Leonhard Euler ja havia estudiat aquest tipus d'estructura.(Gauss (1813))

## Definició
De la forma més general, es formula de la següent manera:
{\displaystyle \,_{p}F_{q}(a_{1},\ldots ,a_{p};b_{1},\ldots ,b_{q};z)=\sum _{n=0}^{\infty }{\frac {(a_{1})_{n}(a_{2})_{n}\ldots (a_{p})_{n}}{(b_{1})_{n}(b_{2})_{n}\ldots (b_{q})_{n}}}\,{\frac {z^{n}}{n!}}\,}
on: {\displaystyle (a)_{n}=a(a+1)(a+2)...(a+n-1)\,} es el símbol de Pochhammer.

## Convergència
Hi ha certs valors de aj i bk per als quals el numerador o el denominador dels coeficients és 0.
- Si qualsevol aj és un enter negatiu (0, −1, −2, etc.) llavors la sèrie tan sols té un nombre finit de termes, i és, de fet, un polinomi de grau -aj.
- Si qualsevol bk és un enter negatiu (exceptuant el cas previ amb -bk < aj) llavors els denominadors es fan 0 i la sèrie és indefinida.

Exceptuant aquests casos, el Criteri de d'Alembert pot ser aplicat i determina el radi de convergència.
- Si p=q+1 llavors el ratio dels coeficients s'aproxima a 1. Això implica que el radi de convergència és 1.
- Si p≤q llavors el ratio dels coeficients s'aproxima a 0. Això implica que el radi de convergència és infinit.
- Si p>q+1 llavors el ratio dels coeficients tendeix a infinit. Això implica que el radi de convergència és 0 i la sèrie no defineix una funció analítica.

La qüestió de convergència per a p=q+1 quan z està en el cercle unitari és més difícil. Está demostrat que le sèrie convergeix absolutament en z=1 si 
{\displaystyle \Re \left(\sum b_{k}-\sum a_{j}\right)>0}.

## Aplicacions
Les funcions hipergeomètriques formen una vasta família de funcions que inclouen entre d'altres a les funcions de Bessel, la funció Gamma incompleta, la funció error, integrals el·líptiques i polinomis ortogonals. El que fa que això sigui així, és degut al fet que les funcions hipergeomètriques són solucions d'una classe molt general d'equacions diferencials ordinàries de segon ordre: les equacions diferencials hipergeomètriques.